# Baikuris
Baikuris är ett släkte av myror. Baikuris ingår i familjen myror.
Kladogram enligt Catalogue of Life:
| Baikuris | \| \| Baikuris mandibularis \| \| \| \| \| \| Baikuris mirabilis \| \| \| \| |
|          | \| \| Baikuris mandibularis \| \| \| \| \| \| Baikuris mirabilis \| \| \| \| |
|          | Baikuris mandibularis                                                        |
|          |                                                                              |
|          | Baikuris mirabilis                                                           |
|          |                                                                              |